# Lago Terkhiin Tsagaan

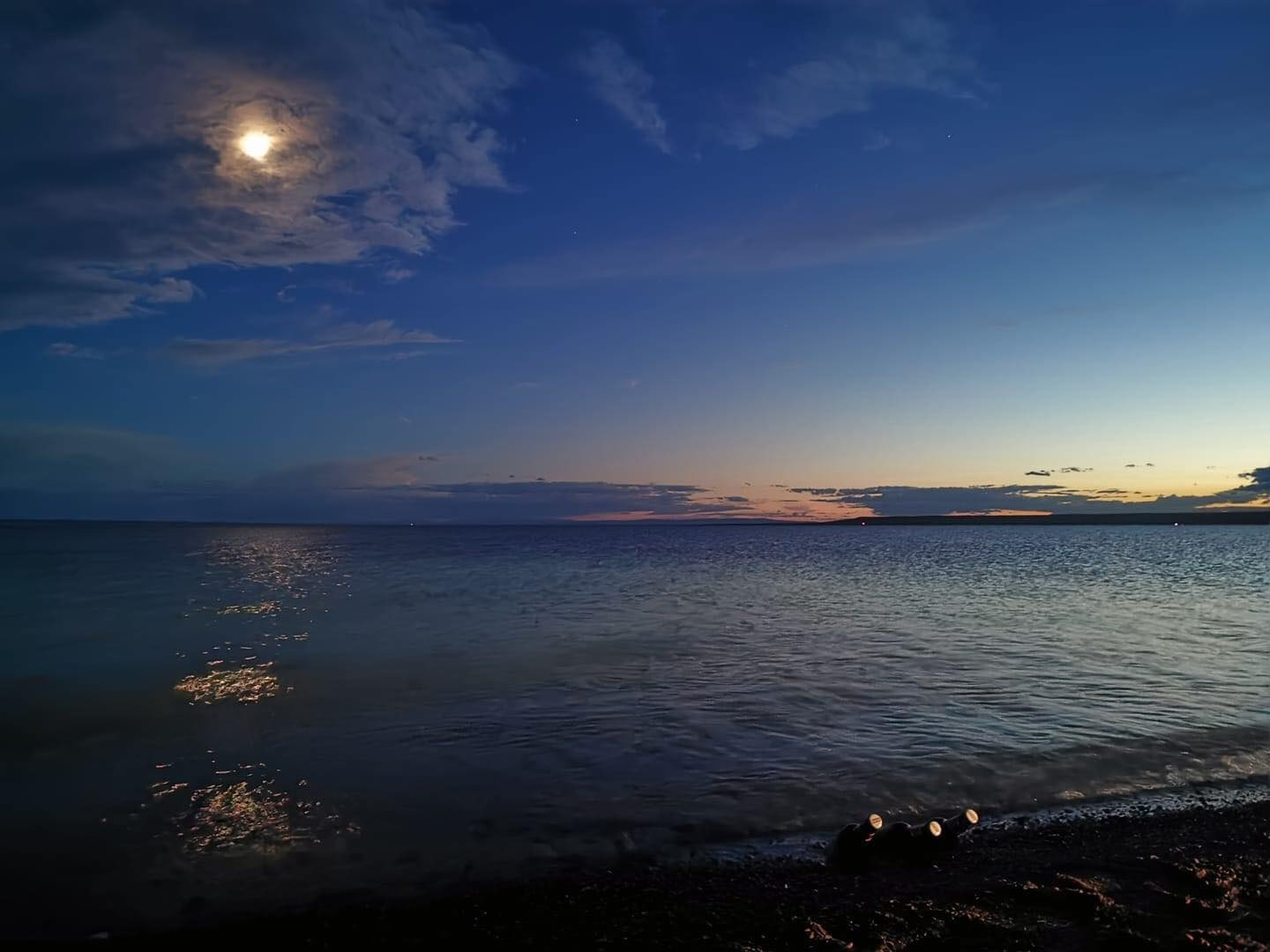
lago Terkhiin Tsagaan

O lago Terkhiin Tsagaan (em mongol:  Тэрхийн Цагаан нуур), também conhecido como lago branco, é um lago localizado nos montes Khangai, região central da Mongólia. O vulcão extinto Khorgo está localizado perto da extremidade oriental do lago. O rio Suman nasce deste lago.